# Шевченково (Николаевская область)
Шевченково (укр. Шевченкове, до 2016 г. — Червоная Знаменка) — село в Казанковском районе Николаевской области Украины.
Основано в 1924 году. Население по переписи 2001 года составляло 262 человек. Почтовый индекс — 56052. Телефонный код — 5164. Занимает площадь 0,422 км².

## Местный совет
56052, Николаевская обл., Казанковский р-н, с. Шевченково, ул. Пигарёва, 4